# کوشچی

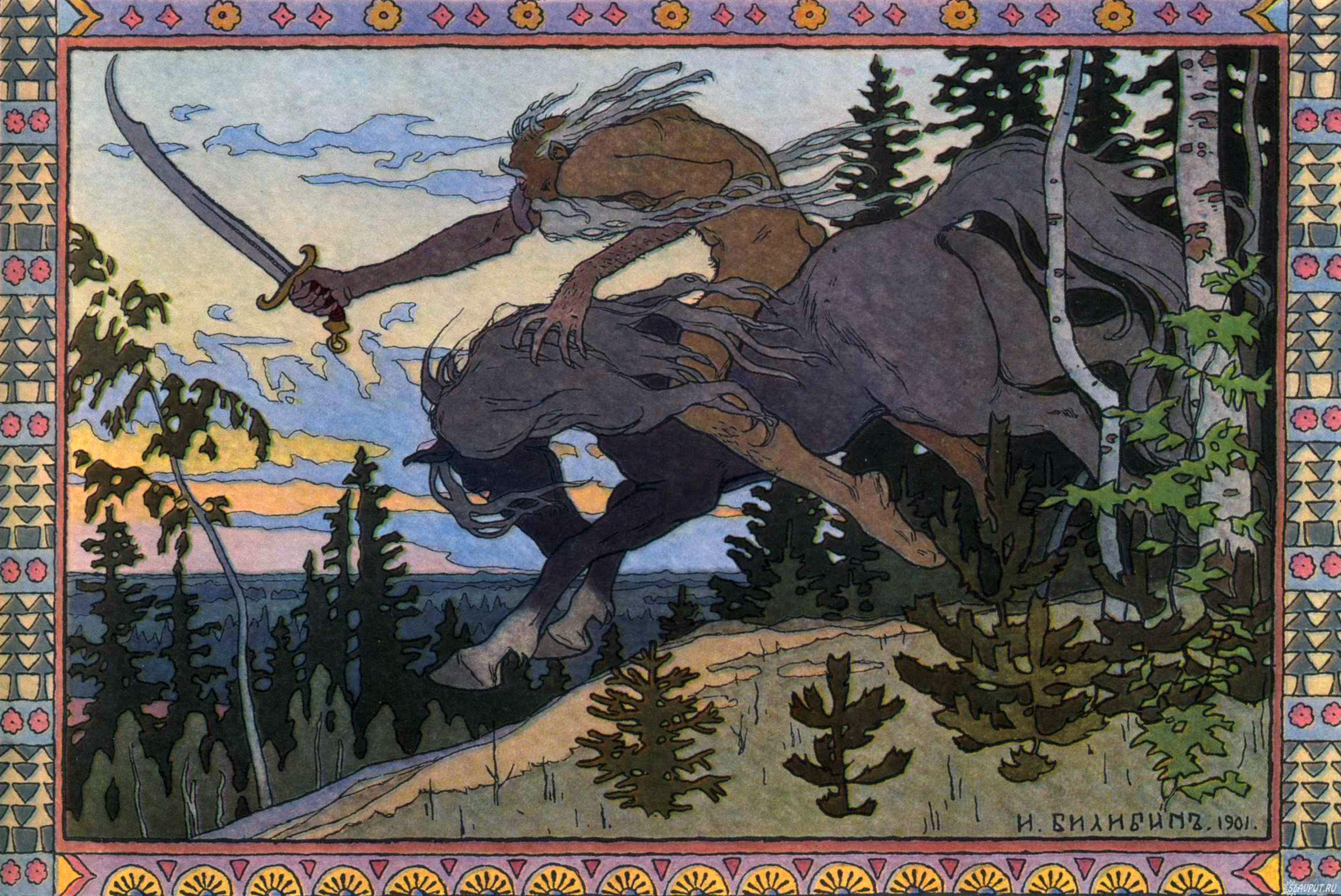
کوشچی اثر ایوان بیلیبین

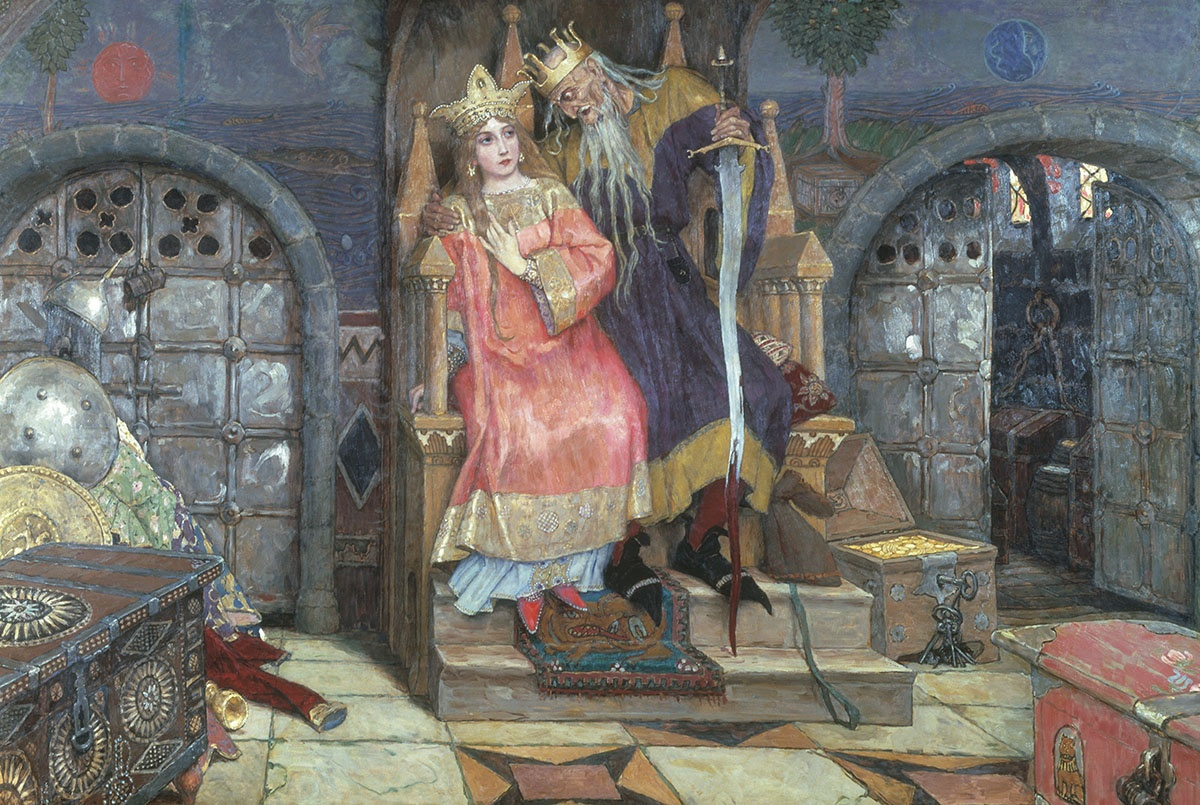
کوشچی نامیرا اثر ویکتور واسنتسوف، ۱۹۲۶-۱۹۲۷.

کوشچی، کاشچی (به روسی: Коще́й) و که با نام کوشچی نامیرا (به روسی: Коще́й Бессме́ртный) نیز شناخته می‌شود، در اسطوره‌شناسی اسلاوی جادوگری نامیرا و نمونه‌ای از یک شخصیت آنتاگونیست مرد که عمدتاً به عنوان رباینده همسر قهرمانان داستان‌ها توصیف می‌شود. در کتاب «گرنی یاگا»، او فردی قد بلند هرچند در سلامت کامل، بسیار لاغر و تقریباً غیرانسانی توصیف شده‌است. اگرچه اسناد ناچیزی از شکل ظاهری وجود دارد، اما در افسانه‌ها او پیر مردی زشت است، که از سوارکاری به شکل برهنه بر روی اسب جادویی‌اش در کوه‌های روسیه لذت می‌برد. او علاقهٔ شدیدی به ربودن زنان زیبا، به ویژه همسر قهرمانان دارد. او همچنین توانایی دگرپیکری داشت و می‌توانست خود را به شکل جانواران و انسان‌ها دربیاورد، اما ترجیح می‌داد در قالب گردباد قربانیانش را شکار کند. مهم‌ترین جنبهٔ افسانه‌ای کوشچی، ترس مطلقش از مرگ بود.
کوشچی را نمی‌توان به معنای حقیقی با آسیب رساندن به بدنش کشت. او روح (یا مرگ) خود را به صورت جداگانه در داخل سوزن، در تخم یک اردک، بدن یک اردک، بدن یک خرگوش، داخل یک جعبه (از جنس آهن، کریستال یا طلا)، پای یک درخت بلوط و جزیره‌ای اسرارآمیز با نام بویان، در دل اقیانوس پنهان می‌کند. تا زمانی که روحش در امان است، نمی‌تواند بمیرد. اگر جعبه را از زیر درخت بیرون آورده و در آن را بگشایند خرگوش به سرعت پا به فرار خواهد گذاشت، اگر خرگوش را گرفته و بکشند، اردک از آن بیرون آمده و پرواز می‌کند. اما اگر فردی تخم اردک را در اختیار داشته باشد، کوشچی از آن اوست و به مرور آغاز به تضعیف و بیمار شدن می‌کند و بلافاصله توانایی سحر و جادوی خود را از دست خواهد داد. اگر تخم به هوا پرتاب شود، او نیز به همین ترتیب و بر خلاف میلش پرتاب می‌شود و در نهایت اگر سوزن شکسته شود که قلب قدرت او به‌شمار می‌رود، کوشچی نیز خواهد مرد.